# Efficacité indépendance laïcité
Pour les articles homonymes, voir EIL.

Logo de la fédération syndicale Efficacité indépendance laïcité

Efficacité indépendance laïcité est une fédération syndicale française active dans le domaine de l'éducation publique essentiellement de 2001 à 2010.

## Historique
Créée en 2001 par le SNETAA à la suite de son départ de la Fédération syndicale unitaire, la fédération EIL regroupe d'autres syndicats nationaux :
- le SNATOS, syndicat national des personnels techniques, ouvriers et de service de l'enseignement
- le SNEPAG, syndicat national des personnels d'administration et de gestion.
- le Syndicat des Personnels de direction

De sa création à 2006, EIL a aussi compté un syndicat des professeurs certifiés et agrégés du second degré, le SNCA (Syndicat national des certifiés et agrégés), qui est entré en dissidence et a pris le nom de SNCA e.i.L. Convergence. 
Le SNETAA et le SNETAA-CPE syndicat national des lycées professionnels, présents à sa création, ont quitté EIL - dont ils étaient les principales constituantes ayant une activité régulière et une certaine influence dans leur secteur - en 2010, et rejoint la FNEC-FP-FO. Le SNEPAG s'est rapproché du SNETAA-FO en 2012 et ne semble plus avoir d'activité propre depuis (son internet n'est plus actif).
À partir de 2014, le nom d'EIL n'apparait plus qu'au travers du nom (maintenu) du SNCA e.i.l. Convergence. Mais celui-ci n'est qu'un syndicat très modeste (191 voix aux élections professionnelles 2018).